# Ruwe salamander
De ruwe salamander (Taricha granulosa) is een salamander uit de familie echte salamanders (Salamandridae). De soort werd voor het eerst wetenschappelijk beschreven door Avery Judd Skilton in 1849. Oorspronkelijk werd de wetenschappelijke naam Salamandra (Triton) granulosa gebruikt.

## Uiterlijke kenmerken
De salamander bereikt een lichaamslengte van ongeveer 12 tot 22 centimeter waarvan iets meer dan de helft bestaat uit de staart. Opvallend is de ruwe, korrelige structuur van de huid, ook de wetenschappelijke naam verwijst hiernaar want de soortnaam granulosa betekent 'korrelig'. De kleur is niet erg variabel; bruin tot donkerbruin aan de bovenzijde, geel tot oranje aan de onderzijde, vlekken en tekeningen ontbreken. Het lichaam is gedrongen en opvallend plat, de staart is sterk zijdelings afgeplat en de ledematen zijn groot en breed. De kop heeft kleine ogen, die opvallen door de donkere onderste oogleden.
Bij verstoring krult de salamander de kop, poten en staart, zodat de fellere onderzijde tevoorschijn komt. Dit wordt het unkenreflex genoemd en komt ook voor bij kikkers. De waarschuwing is niet onterecht; veel salamanders zijn giftig maar de ruwe salamander is dodelijk voor dieren of mensen na inname. Alleen de gewone kousenbandslang (Thamnophis sirtalis) is immuun voor het dodelijke gif, dat tetrodotoxine wordt genoemd en ook voorkomt in andere zeer giftige dieren als de kogelvis. De kousenbandslang is hierdoor de enige vijand van de salamander.

## Verspreiding en habitat
De salamander komt voor langs de Pacifische kust in een smalle strook van zuidoostelijk Alaska tot in Californië. De salamander kan op het land worden gevonden in de strooisellaag van bossen en graslanden, meestal onder de bladeren of objecten als houtblokken en platte stenen.

## Voortplanting en ontwikkeling
De ruwe salamander is tijdens de paartijd in stilstaand of langzaam stromend water te vinden maar leeft de rest van het jaar op het land. Gedurende de voortplantingstijd is de huid van de salamander veel gladder. De eieren worden individueel aan de waterplanten bevestigd. Jongere dieren die na het larvestadium te hebben doorlopen het water verlaten keren pas terug als ze na vier of vijf jaar volwassen zijn.